# بير بريديسين
بير بريديسين (بالنرويجية البوكمول: Per Bredesen)‏ هو لاعب كرة قدم نرويجي، ولد في 22 ديسمبر 1930 في هورتن في النرويج. شارك مع منتخب النرويج لكرة القدم. أما مع النوادي، فقد لعب مع إيه سي ميلان ونادي أودينيزي ونادي باري ونادي لاتسيو ونادي مسينا.

## وصلات خارجية
- بير بريديسين على موقع اتحاد النرويج (النرويجية)
- بير بريديسين على موقع قاعدة بيانات كرة القدم.إي يو (الإنجليزية)
- بير بريديسين على موقع ناشيونال فوتبول تيمز (الإنجليزية)
- بير بريديسين على موقع عالم كرة القدم.نت (الإنجليزية)
- بير بريديسين على موقع IMDb (الإنجليزية)